# بروس وولف
بروس وولف (بالإنجليزية: Bruce Wolf)‏ هو محامي أمريكي، ولد في 11 سبتمبر 1953.